# Gnophomyia podacantha
Gnophomyia podacantha là một loài ruồi trong họ Limoniidae. Chúng phân bố ở vùng Tân nhiệt đới.